# Centro euro-mediterraneo sui cambiamenti climatici
La Fondazione CMCC (Centro Euro-Mediterraneo sui Cambiamenti Climatici) è un centro di ricerca internazionale che studia l’interazione tra cambiamenti climatici e società.
Il CMCC produce ricerca avanzata sulla modellistica climatica, sviluppando allo stesso tempo competenze trasversali e multidisciplinari che combinano la modellistica climatica di primo livello con la modellizzazione dell’impatto del cambiamento climatico e l’economia ambientale.
A tal fine, il CMCC organizza le proprie attività di ricerca attraverso una struttura che consente la collaborazione e l’interazione di competenze provenienti dalle molteplici discipline coinvolte nella risposta alle sfide che caratterizzeranno i prossimi decenni.
Questa organizzazione della ricerca garantisce una dimensione interdisciplinare che rende il CMCC un attore unico negli studi sul clima e consente al centro di lavorare sull’intera catena della ricerca sul clima, nonché sulle dimensioni sociale, economica e tecnologica.

## Istituti di Ricerca
Tre istituti ospitano ricercatori delle scienze della Terra e delle scienze sociali provenienti da tutto il mondo che collaborano in un ambiente altamente multidisciplinare.
L’interazione di questi tre istituti garantisce una dimensione interdisciplinare che rende il CMCC un attore unico negli studi sul clima e consente al centro di lavorare sull’intera catena della ricerca sul clima (dai fattori agli impatti), nonché sugli aspetti sociali, economici e tecnologici.
Gli Istituti di Ricerca CMCC sono:
- Istituto per la Previsione del Sistema Terra - IESP
- Istituto per la Resilienza Climatica - ICR
- Istituto Europeo sull'Economia e l'Ambiente - EIEE

## Strategia della ricerca
Il CMCC costruisce la sua strategia di ricerca su quattro programmi strategici che affrontano temi di frontiera fondamentali per comprendere le sfide che i sistemi socio-economici devono affrontare in un contesto ambientale e sociale caratterizzato dai cambiamenti climatici.
Tre programmi strategici lavorano in maniera cross-disciplinare e in stretta collaborazione con gli istituti del CMCC in modo integrato e trasversale.
Un quarto programma, che riguarda la produzione di modelli del CMCC utilizzati dalla ricerca di tutto il Centro, è dedicato all’integrazione di intelligenza artificiale e machine learning nella catena modellistica.
I programmi strategici sono:
- Integrazione del ciclo planetario biogeochimico e industriale del carbonio
- Previsione degli impatti socio-economici dei cambiamenti climatici
- Coste globali come nuova frontiera
- Integrazione di AI e ML nella catena modellistica.

## High Performance Computing Center – HPCC
Il Centro HPCC del CMCC a Lecce, è l'infrastruttura che consente alla ricerca del CMCC di produrre, gestire e archiviare grandi quantità di dati climatici.
Continuamente aggiornato e potenziato nel corso degli anni sin dalla sua prima istituzione nel 2008, il CMCC HPCC è tra le strutture di calcolo più avanzate in Europa e il più potente in Italia, interamente dedicato alla ricerca climatica sull'interazione tra clima e sistemi socio-economici.

## Descrizione del Centro
Il CMCC è un centro di ricerca internazionale che collabora con scienziati, economisti e tecnici che lavorano insieme per fornire analisi approfondite sugli impatti del clima sui sistemi socioeconomici. Il CMCC supporta anche i decisori politici nell’elaborazione e nella valutazione di costi, politiche di mitigazione e di adattamento. Inoltre, la Fondazione promuove e realizza ricerche scientifiche di base e applicate, sviluppa servizi operativi con un elevato contenuto di conoscenza e innovazione tecnologica nei vari settori influenzati dai cambiamenti climatici, favorendo la collaborazione tra università, enti di ricerca nazionali e internazionali, autorità locali e settori manifatturieri.
Il CMCC si avvale della vasta esperienza nel campo della ricerca dei suoi Fondatori: Istituto Nazionale di Geofisica e Vulcanologia, Università degli Studi del Salento, Università Ca’ Foscari Venezia, Università di Sassari, Università della Tuscia, Politecnico di Milano, Resources for the Future, Università di Bologna.
Il CMCC è stato fondato nel 2005 con il sostegno finanziario del Ministero dell’Istruzione, dell’Università e della Ricerca e del Ministero dell’Ambiente, della Tutela del Territorio e del Mare, ed è operativo dal 2006. Il 10 dicembre 2015, il Centro è diventato una Fondazione, che ne rappresenta lo status legale, i contenuti, gli obiettivi e le modalità operative.

## Collegamenti
- CMCC - Sito Web ufficiale
- CMCC - Il centro di supercalcolo del CMCC
- CMCC - Modelli
- CMCC - Database
- CMCC - Progetti di Ricerca
- CMCC - Formazione e Scuola di Dottorato
- CMCC - Pubblicazioni
- CMCC - Eventi
- CMCC - Foresight